# آندراش کوواچ
آندراش کوواچ (مجاری: András Kovács؛ ۲۰ ژوئن ۱۹۲۵ – ۱۱ مارس ۲۰۱۷) یک کارگردان فیلم و فیلم‌نامه‌نویس اهل مجارستان بود.
از فیلم‌ها یا مجموعه‌های تلویزیونی که وی در آن‌ها نقش داشته‌است می‌توان به نسل گمشده و بهشت موقت اشاره نمود.
وی همچنین برندهٔ جوایزی همچون جایزه کشوت شده‌است.

## زندگینامه
او در کولوژوار تحصیل در رشته‌های روانشناسی، جامعه‌شناسی و زیبایی‌شناسی را در دانشگاه بولیا آغاز کرد، سپس در بوداپست در دانشگاه پازمانی پتر ادامه تحصیل داد. در سال ۱۹۴۶ تحصیلات خود را در رشته کارگردانی در دانشگاه هنرهای نمایشی و سینما آغاز کرد و در سال ۱۹۵۰ فارغ‌التحصیل شد.
او در سال ۱۹۵۰ به مفیلمن پیوست، جایی که به مدت یک سال به عنوان دراماتورگ کار کرد و سپس از ۱۹۵۱ تا ۱۹۵۷ رئیس بخش دراماتورژی بود. بین سال‌های ۱۹۵۲ و ۱۹۵۴ در دانشگاه هنرهای نمایشی و سینما تدریس می‌کرد. در سال ۱۹۵۷ از سمت رهبری خود استعفا داد و به کارهای دراماتورگ و دستیار کارگردانی پرداخت.
اولین فیلم بلند خود را در سال ۱۹۶۰ با نام Zápor کارگردانی کرد. شهرت او بیشتر به دلیل فیلم Nehéz emberek در سال ۱۹۶۴ بود که موفق به دریافت جایزه منتقدان فیلم شد و در اولین جشنواره فیلم مجارستان نیز برگزیده شد. در سال ۱۹۶۶ فیلمی به نام روزهای سرد را بر اساس رمان تibor cseres ساخت که به بررسی کشتار نوویدیک در سال ۱۹۴۲ پرداخته بود. این فیلم در کارلووی واری موفق به دریافت جایزه اصلی جشنواره فیلم شد. از سال ۱۹۸۱ تا ۱۹۸۶ رئیس اتحادیه هنرمندان سینما بود. در سال ۱۹۸۵ فیلم دو قسمتی درباره کاتینکا آندراشی، همسر میکش کاروئی با نام کنتس سرخ را ساخت. در سال ۱۹۸۸ نائب رئیس جامعه میکاش کاروئی شد.
او از سال ۱۹۹۶ تا ۱۹۹۸ رئیس هیئت امنای تلویزیون مجارستان بود. از سال ۲۰۰۴ به عنوان استاد فیلم‌سازی مجارستان شناخته می‌شود. پسرش آندراش بالینت کوواچ منتقد فیلم است و استاد دانشگاه دانشگاه ائوتووش لورن است، دخترش کواتش اسزتر تدوینگر است.

## جوایز
- جایزه بالاز بله (۱۹۶۲، ۱۹۶۵)
- هنرمند شایسته (۱۹۶۷)
- جایزه سوت (۱۹۶۸)
- جایزه کُسوث (۱۹۷۰)
- هنرمند برجسته (۱۹۸۰)
- نشان لیاقت جمهوری مجارستان (۱۹۹۵)
- جایزه هازام (۲۰۰۲)
- استاد سینمای مجارستان (۲۰۰۴)
- نشان لیاقت جمهوری مجارستان با ستاره (۲۰۰۵)
- جایزه ضد نژادپرستی رادنوتی میکلش (۲۰۰۶)

## فیلم‌ ها
Cold Days
The Red Countess
The Stud Farm
Difficult People 
Relay Race  
An Afternoon Affair   
follow land
Zapor
Rear guard
On the roof of Budapest
The dream manager
Ecstasy From Seven Till Ten
semmelweis
Present Indicative